# Гнильницы
Комары-гнильницы, или навозные комары, или скатопсиды (лат. Scatopsidae) — семейство насекомых из отряда двукрылых, включающее 390 видов.

## Описание
Гнильницы — это маленькие длинноусые двукрылые, достигающие в длину от 0,6 до 5 мм. Имеют сходство с представителями семейства мошек (Simuliidae), но не имеют горбатую грудку, как это есть у мошек.

## Экология и местообитания
Личинки многих видов неизвестны, но несколько видов были немного изучены. Личинки являются земляными обитателями и детритофагами. Видом-космополитом является Scatopse notata, чья личинка встречается в гниющей растительности и животной материи.

## Палеонтология
В ископаемом состоянии скатопсиды известны с мелового периода, встречаются в разнообразных янтарях, но по большей части остаются неописанными.
В эоцене американского штата Монтана обнаружены Psectrosciara makrochaites, Psectrosciara crassieton.